# Соскин, Алексей Иванович
Алексей Иванович Соскин (1761, Сольвычегодск — 14 июля 1822, там же) — чиновник городского магистрата и первый историк Сольвычегодска, составивший в 1789 году «Историю города Соли Вычегодской».

## Биография
Алексей Соскин родился в мещанского рода семье. Рано оставшись без отца, он уже в 11-летнем возрасте вынужден был пойти работать. В 1772 году он стал рассыльщиком (сторож или посыльный) в Сольвычегодском городском магистрате, где в дальнейшем проходила вся его служба: писец и копиист у Городского Головы, в Сиротском суде и Городской думе. С 1780 года Соскин избирался словесным судьёй, а в 1787—1789 и в 1805—1807 годах исполнял обязанности ратмана сольвычегодского магистрата.
В 1802 году женился на 32-летней дочери присяжного сержанта — Аграфене Фёдоровне Старковой, но детей от этого позднего брака не было и после смерти Алексея Ивановича от туберкулёза род Соскиных прервался.
В Преображенском приходе Алексей Соскин владел небольшим деревянным домом, который был построен на земле его матери, и усадебной огородной землей под № 79 на плане города 1784 года.
В 1789 году на основании различных местных письменных источников (Сольвычегодский летописец, Устюжский летописец, Писцовые книги Сольвычегодского уезда, старинные архивные грамоты, устные предания старожилов) и научных трудов («История Сибирского царства» Ф. И. Миллера, «Историческое описание российской коммерции» М. Чулкова, «Ядро российской истории» А. Хилкова — А. Манкиева) Соскин составил «Историю города Соли Вычегодской», посвятив рукопись депутату и члену Екатеринской комиссии проекта Нового Уложения Петру Ивановичу Заякину.

## Труды
- Краткая выписка из истории Соли Вычегодской // Вологодские губернские ведомости, № 27, 1856.
- История города Соли Вычегодской древних и нынешних времен, сочиненная Алексеем Соскиным, природным мещанином сего города Соли вычегодской, в бытность его в Соли Вычегодском городовом магистрате членом ратманом. Написана собственной его рукою в Соли Вычегодской в лето от сотворения мира 7297-е, а Рождества Христова в 1789 г. // Вологодские епархиальные ведомости, № 14 — 16, 18 — 24, 1881 и № 1, 3, 4, 10 — 20, 1882.